# Richea scoparia
Richea scoparia je rostlina rostoucí výhradně v australské Tasmánii v Cradle mountains. Je to oválný keř, z jehož středu vyrůstají větve dorůstající délky až dvou metrů. Listy jsou ostré, tvrdé, jehlicovité. Květy jsou zpravidla červené, růžové či krémově bílé, ve vrcholových květenstvích. V místě výskytu této rostliny je často velice chladné počasí a arktické větry, jež přinášejí teploty pro většinu ostatních květin smrtelné, přesto zde Richea roste velice hustě. Rostlina se brání mrazu spojením okvětních lístků květu, jež vytvoří jakousi izolační kapsli okolo tyčinek s pylem. Ovšem tato strategie znemožňuje hmyzu se k pylu dostat a květ opylit. Během slunných teplých dnů květy začnou produkovat nektar, který je schopen přilákat ptáky, například flétňáka tasmánského (Strepera fuliginosa), jenž je dosti silný na ozobání ochranné kapsle a odkryje tak tyčinky hmyzu na opylení.[zdroj?]